# سيبيل شيمشيك
سيبيل شيمشك (بالتركية: Sibel Şimşek) هي رباعة تركية ولدت في يوم 10 أكتوبر 1984 في عثمانجيك في تركيا. أبرز إنجازاتها هو فوزها بالميدالية الفضية في بطولة العالم 2010 في أنطاليا في فئة تحت 63 كغم وفازت أيضاً بالميدالية البرونزية في بطولة 2009 في غويانغ. كما فازت بسبع ميداليات في بطولات أوروبا منها 4 ذهبية.